# 松本優作
松本 優作（まつもと ゆうさく、1992年10月9日 - ）は、日本の映画監督、脚本家。

## 来歴・人物
兵庫県神戸市出身。ビジュアルアーツ専門学校大阪卒業。
23歳の時に撮影した自主映画「Noise ノイズ」で長編デビュー。多数の海外映画祭で上映され、海外メディアからも高く評価される。2019年3月テアトル新宿ほか全国にて公開。ニューヨーク、サンフランシスコでも劇場公開された。
その後、短編映画「日本製造／メイド・イン・ジャパン」でも多数受賞。30分の短編としては異例となる単独公開を成功させる。2018年にエベレストにて登山家・栗城史多のドキュメンタリー映画の撮影を行うも、松本自身は体調不良のため途中帰国し、映画は栗城の遭難により中止となった。
Moon Cinema Projectにてネパール×日本の合作映画「Bagmati River」が企画グランプリを獲得。国内外の映画祭で上映された。
長編映画「ぜんぶ、ボクのせい」で商業デビュー。
マネジメントはMETEORA。

## 作品

### 短編映画
- 「日本製造／メイド・イン・ジャパン」（2018年11月公開）

※MOOSIC LAB 2018／審査員特別賞・観客賞・最優秀男優賞
※第23回プチョン国際ファンタスティック映画祭
※ええじゃないかとよはし映画祭2019
※仙台短篇映画祭2019
- 「トーキョー・サンライズ」

※ MOOSIC LAB ［JOINT］2021-2022
※とよはし映画祭2020
- ネパール×日本合作「Bagmati River/バグマティ リバー」（2022年8月27日公開）

※MOON CINEMA PROJECT/グランプリ
※第17回大阪アジアン映画祭 /芳泉短編賞スペシャル・メンション（阿部純子）
※第12回ヴェネチア・カフォスカリ国際短編映画祭/East Asia Now部門
- 「夢で逢えたら」（2022年8月18日限定公開）

### 長編映画
- 「Noise ノイズ」(2019年3月公開)

※第41回モントリオール世界映画祭
※第25回レインダンス映画祭/作品賞ノミネート
※第14回SKIPシティ国際Dシネマ映画祭
※第12回オランダ CAMERAJAPAN FESTIVAL
※第18回フランクフルト NIPPONCONECTION
※第19回ハンブルク日本映画祭
※第12回札幌国際短編映画祭
※第4回湖畔の映画祭/最優秀主演女優賞受賞
※第1回CAMPFIRE映画祭
※第2回チェコ日本映画祭
※第23回オーストラリア日本映画祭
※ナッシュビル日本映画祭
※第29回あきた十文字映画祭
※Psyco-cinematography2017年日本映画ランキング第1位
※Asian Film Vault2017年アジア映画ランキング第4位
※Taste of Cinema2017年日本映画ランキング第5位
- ぜんぶ、ボクのせい（2022年8月11日公開、ビターズ・エンド) [2]

　　※第47回報知映画賞　監督賞ノミネート
　　※第29回キネコ国際映画祭　CIFE賞　受賞
- Winny (2023年3月10日公開）[3][4]

### ドラマ
- 「乃木坂シネマズ～STORY of 46～」（FOD）2020年1月配信
- 「湘南純愛組！」（Amazon prime）2話、3話、2020年2月配信
- 「神様のえこひいき」（Hulu）1話、2話、5話、6話、8話、2022年3月19日配信
- 「雪女と蟹を食う」（テレビ東京）2022年7月放送予定
- 「ああ、ラブホテル ～秘密～ 」（WOWOW）2023年５月１９日放送・配信
- 「OZU〜小津安二郎が描いた物語〜『非常線の女』」(WOWOW)2023年11月26日放送・配信
- 「フクロウと呼ばれた男」(ディズニープラス)2024年4月24日配信
- 「透明なわたしたち」（ABEMAオリジナル連続ドラマ）2024年9月16日〜配信

### MV
- Schroeder-Headz - 「Sketch of Leaves」
- ザ・モアイズユー「花火」
- ザ・モアイズユー「海辺の足跡」
- 相川七瀬「元気の歌」
- 大滝詠一「夢で逢えたら」
- Hey!Say!JUMP「君がみた一等星」
- 幾田りら「Sign」

### CM
- レクサス「LS500h」
- 三井住友カード
- NTTドコモ「X-Futsal」
- ユニリーバ「AXE」
- ユニリーバ「Dove Men+Care」
- 富士通「Ontenna」
- BMW「M performance」
- K-Swiss